# Andromimetofilia
A andromimetofilia é a atração por mulheres que imitam homens ou por homens trans, pré-operatórios ou pós-operativo.